# Encore (Eminem)
Encore is een studioalbum van rapper Eminem, uitgebracht in november 2004.
Het album was een internationaal succes en behaalde hoge verkoopcijfers. Ook de singles "Just Lose It", "Like Toy Soldiers", "Mockingbird" en "Ass Like That" behaalden goede resultaten en haalden wereldwijd de hitlijsten.

## Nummers
| Nr. | Titel                  | Producer(s)        | Gast(en)                      | Duur |
| --- | ---------------------- | ------------------ | ----------------------------- | ---- |
| 1   | "Curtains Up"          |                    |                               | 0:46 |
| 2   | "Evil Deeds"           | Dr. Dre            |                               | 4:19 |
| 3   | "Never Enough"         | Dr. Dre            | 50 Cent, Nate Dogg            | 2:39 |
| 4   | "Yellow Brick Road"    | Eminem, Luis Resto |                               | 5:46 |
| 5   | "Like Toy Soldiers"    | Eminem, Luis Resto |                               | 4:56 |
| 6   | "Mosh"                 | Dr. Dre            |                               | 5:17 |
| 7   | "Puke"                 | Eminem, Luis Resto |                               | 4:07 |
| 8   | "My 1st Single"        | Eminem, Luis Resto |                               | 5:02 |
| 9   | "Paul" (Skit)          |                    | Paul Rosenberg                | 0:32 |
| 10  | "Rain Man"             | Dr. Dre            |                               | 5:13 |
| 11  | "Big Weenie"           | Dr. Dre            |                               | 4:26 |
| 12  | "Em Calls Paul" (Skit) |                    |                               | 1:11 |
| 13  | "Just Lose It"         | Dr. Dre            |                               | 4:08 |
| 14  | "Ass Like That"        | Dr. Dre            | [Nate Dogg]                   | 4:25 |
| 15  | "Spend Some Time"      | Eminem, Luis Resto | 50 Cent, Obie Trice, Stat Quo | 5:10 |
| 16  | "Mockingbird"          | Eminem, Luis Resto |                               | 4:10 |
| 17  | "Crazy in Love"        | Eminem, Luis Resto |                               | 4:02 |
| 18  | "One Shot 2 Shot"      | Eminem, Luis Resto | D12                           | 4:26 |
| 19  | "Final Thought" (Skit) |                    |                               | 0:30 |
| 20  | "Encore/Curtains Down  | Dr. Dre            | Dr. Dre, 50 Cent              | 5:48 |